# Amphineurus (Nothormosia) hastatus
Amphineurus (Nothormosia) hastatus is een tweevleugelige uit de familie steltmuggen (Limoniidae). De soort komt voor in het Australaziatisch gebied.